# Ältadalen

Ältadalen är ett framtida bostadsområde i kommundelen Älta i Nacka kommun. År 2000 inleddes projektarbetet för ny bebyggelse med omkring 220 friliggande småhus. Området är del av en kommunal satsning som går under namnet "Ännu mera Älta 2025".

## Geografiskt läge
Ältadalen ligger i den sydöstra delen av Älta. I väster gränsar Ältadalen till Hedvigslund och Lovisedal, i öster mot Erstaviks ägor och i söder till Storkällans väg. Genom området går en utlöpare av Stockholmsåsen som fram till 1970-talet användes som grustäkt. Verksamheten förändrade det ursprungliga landskapet kraftigt. Inom området etablerade sig några industrier som saknar permanent bygglov. Bland annat fanns en bilskrot här.

## Nytt bostadsområde
Projektet inleddes år 2000 med att ett program för planområdet utarbetades. År 2010 inleddes själva detaljplanearbetet för ett drygt 33,6 hektar stort planområde. Detaljplanen för Ältadalen vann laga kraft den 19 september 2015. Största delen av planområdet ägs av Nacka kommun. Byggföretaget NCC fick markanvisning av kommunen och kommer att bebygga Ältadalen. När området är klart kommer här finnas cirka 220 bostäder i blandad småhusbebyggelse. Ältadalen beräknas vara färdigbyggt år 2025.